# Occidozyginae
Occidozyginae is een onderfamilie van kikkers uit de familie Dicroglossinae. De groep werd voor het eerst wetenschappelijk beschreven door Liang Fei, Chang-yuan Ye en Yong-zhao Huang in 1990. Later werd de wetenschappelijke naam Occydozygini gebruikt.
Er zijn zestien soorten in twee geslachten. Alle soorten komen voor in delen van Azië en leven in zuidelijk China, de Filipijnen, Flores, Maleisië, de Kleine en Grote Soenda-eilanden, Thailand en Vietnam.

## Taxonomie
Onderfamilie Occidozyginae
- Geslacht Ingerana
- Geslacht Occidozyga

Dicroglossinae · 
Occidozyginae